# Beneniar
Beneniar (em azeri: Bənəniyar) é uma aldeia e município no distrito de Julfa, em Naquichevão, Azerbaijão.

## Etimologia
Originalmente, Beneniar se chamava Aparã, que derivou da palavra armênia aparankʼ, "palácio real". O nome atual consiste nas palavras turcas bənən (que significa clareira na encosta da montanha) e yar (que significa ravina ou vale). O nome da vila pode, portanto, ser interpretado como "ravina no pescoço da montanha, o lugar oco na passagem da montanha". A localização geográfica da vila é adequada para esse significado.

## História
Na Antiguidade, Beneniar fez parte do distrito (gavar) de Ernejaque, da província de Siúnia, do Reino da Armênia. Foi mencionada pela primeira vez no século I, em conexão com a invasão do general Córbulo. De acordo com a antiga lista de impostos, o Mosteiro de Tateve recebeu 12 unidades de impostos. Nos séculos XVI e XVII, foi mencionada como uma cidade. Jean-Baptiste Tavernier (1605–1689) a mencionou sob o nome Aberner. O mosteiro de Aparnero localizado aqui foi um dos principais centros dos unitaristas. Segundo fontes armênias, no século XVII tinha 500 habitantes; em 1828-30, 360 armênios (imigrantes de Salmas, no Irã) e 340 azeris; em 1873, 410; e em 1906, 891. Quase 100 mil pessoas na região morreram no sismo de 1848. Há cemitérios armênios nas cercanias e uma igreja arruinada dedicada a Todos os Santos, com três cúpulas em quatro colunas cada. Há pedras em cruz com inscrições armênias nas proximidades, uma das quais é datada de 1259.

## Geografia
Beneniar está localizada na margem direita do rio Alinja (antigo Ernejaque). Sua população subsiste de horticultura e fruticultura. É famosa por seu tipo especial de uva chamada Beneniar. Em termos de infraestrutura, há uma escola secundária, uma casa de cultura, um hospital e instalações culturais e sociais. É conectada a Naquichevão e Julfa por uma rodovia.